# تکمار
تکمار نام روستایی از توابع بخش شش‌طراز شهرستان خلیل‌آباد در استان خراسان رضوی است. این روستا در دهستان شش‌طراز قرار دارد و برپایهٔ سرشماری مرکز آمار ایران در سال ۱۳۸۵، جمعیت آن ۶۳۵ نفر (۱۶۷ خانوار) بوده است.